# La Dame de cœur
Pour les articles homonymes, voir Dame de cœur (homonymie).
La Dame de cœur est un roman de Maria Le Hardouin publié en 1949 aux éditions Correa et ayant reçu la même année le prix Femina.

## Éditions
- Éditions Correa, 1949.